# 蝙蝠俠 (1990年遊戲)
《蝙蝠俠》是由Sun電子開發在世嘉Mega Drive上發行的一款跑動射擊遊戲，與紅白機版本一樣，都是基於1989年同名蝙蝠俠電影《蝙蝠俠》改編，但其比紅白機版本更貼切電影情節。該遊戲亦有能讓玩家控制蝙蝠車的關卡。

## 另見
蝙蝠俠：電子遊戲

## 外部連結
- Batman review at Gamewinners
- Batman games at Movie Game Database
- 莫比游戏上的《蝙蝠俠》（英文）